# Linde + Wiemann

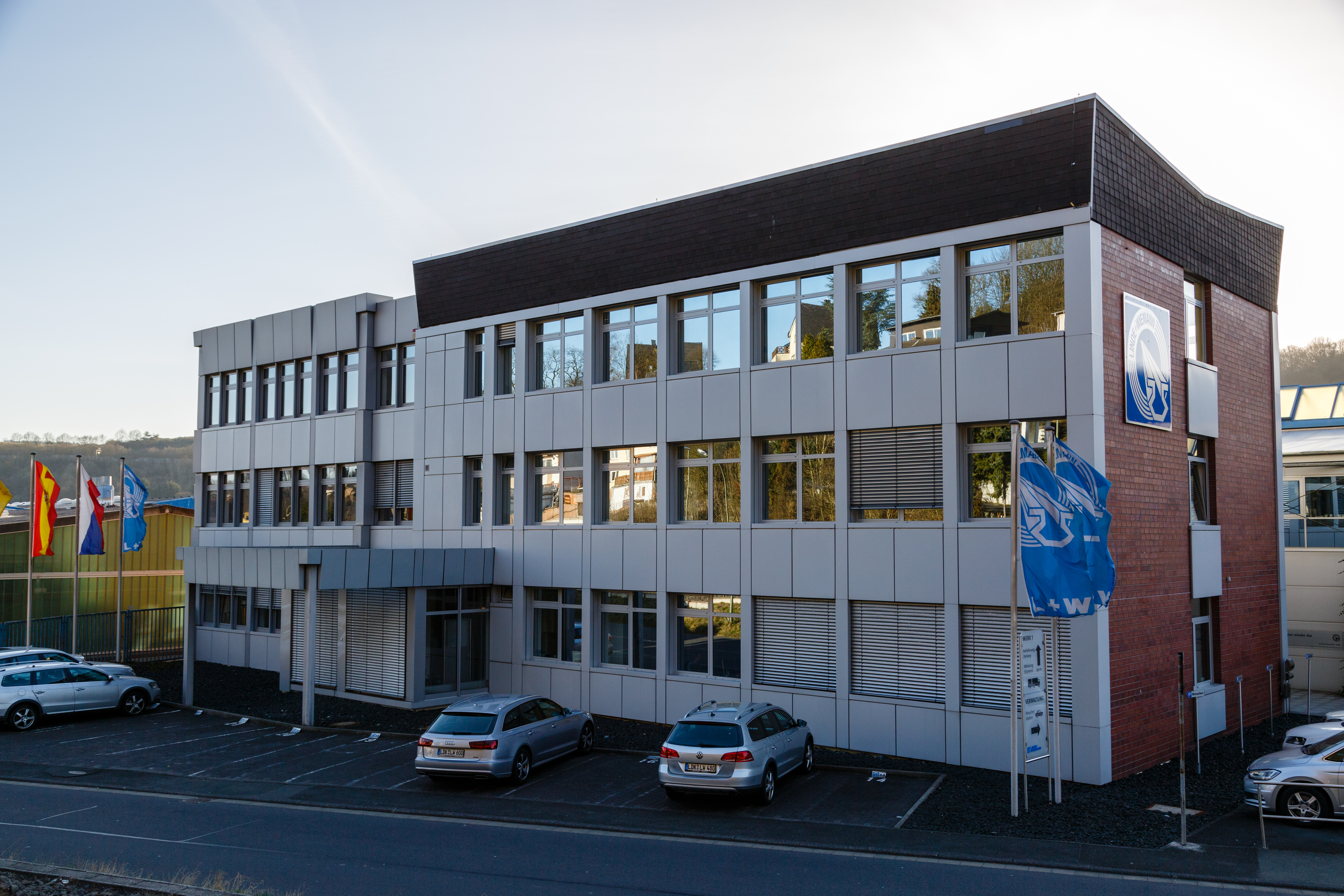
Unternehmenssitz in Dillenburg

Linde + Wiemann SE & Co. KG ist ein Dillenburger Automobilzulieferer, der Strukturbauteile für den Fahrzeugbau produziert. Dazu zählen Schweller, A- und B-Säulen sowie Strukturteile im Bug-, Cockpit- und Fahrwerksbereich. Das Unternehmen besitzt neben dem Stammwerk in Dillenburg und dem Dillenburger Stadtteil Manderbach Standorte in Hagenbach, Ingolstadt, Elstra und Bremen, sowie Spanien, Tschechien, Ungarn, China, Südafrika, den Vereinigten Staaten und Mexiko.